# Angiolo Del Lungo (medico)
Angiolo Del Lungo (Fauglia, 9 maggio 1807 – Firenze, 31 gennaio 1884) è stato un medico italiano, sindaco di Montevarchi dal 1871 al 1873 e fondatore dell'ospedale di Montevarchi. In tarda età fu traduttore di Aulo Cornelio Celso.

## Biografia
Nacque da umile famiglia del contado fiorentino. Studiò nel seminario di Fiesole, ove fu allievo di Brunone Bianchi. Nel 1829 si laureò in medicina. Fu per trenta anni medico condotto in paesi dell'Aretino, da Lucignano (1831) a Santa Maria al Monte (1832-1836), da Montevarchi (1836-1843) a Cortona (1843-1862). Sposò Clotilde del Nobolo di Montevarchi. A Montevarchi nacquero anche i suoi due figli Isolina e Isidoro Del Lungo. Fu cultore di studi classici ed ebbe anche interessi politici: di sentimenti liberali, fu sindaco di Montevarchi dal 1871 al 1873 e vi promosse la fondazione e l'istituzione dell'Ospedale. Dedicò gli ultimi anni della sua vita alla traduzione del De Medicina di Aulo Cornelio Celso.

## Opere
- Progetto per la istituzione di uno spedale a Montevarchi, presentato al Consiglio Municipale il 13 febbraio 1873, San Giovanni Valdarno 1874, Tipografia M. Righi.
- Discorso letto in occasione della inaugurazione dello Spedale di Montevarchi, Montevarchi 1875.
- Istorie di malattie curate e descritte da lui, Firenze, 1884
- Della Medicina libri otto di Aulo Cornelio Celso volgarizzamento del Dott. Angiolo Del Lungo, pubblicato col testo latino a fronte per cura del figlio Isidoro, Firenze 1904, G.C.Sansoni; 2ª edizione, Firenze 1985 Sansoni Editore

## Archivio personale
La Biblioteca biomedica dell'Università degli studi di Firenze conserva il fondo di archivio Angiolo Del Lungo. In attesa di riordino, comprende scritti medici, ricordi e studi. Le carte contengono anche lezioni di chimica del prof. Giuseppe Branchi di Pisa.